# Alois Schneiderka

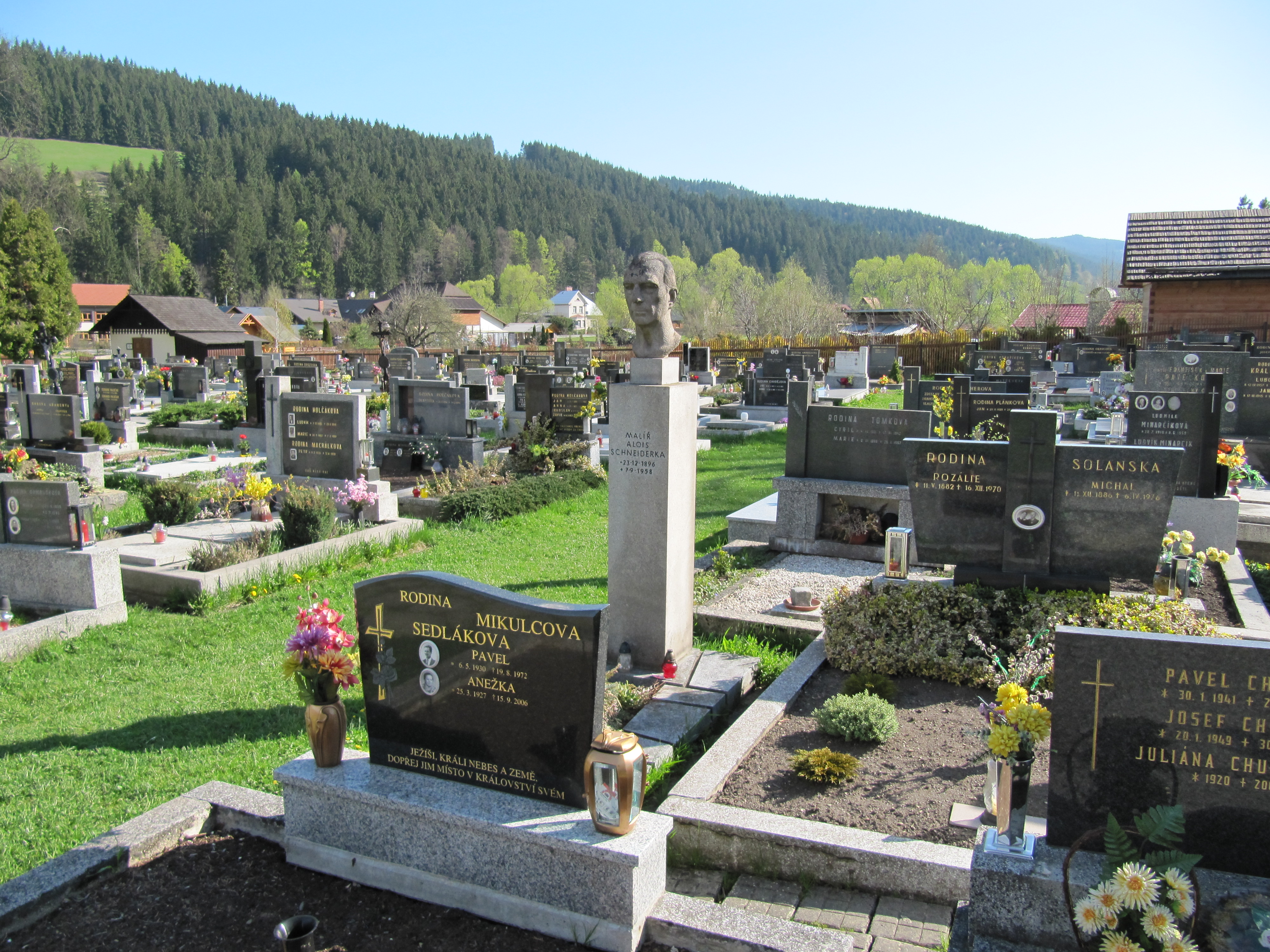
Hrob Aloise Schneiderky ve Velkých Karlovicích

Alois Schneiderka, křtěný Alois Bedřich (23. prosince 1896, Valašské Meziříčí – 7. září 1958 Velké Karlovice) byl český malíř.

## Život
Již odmala vynikal v kreslení a při volbě dalšího studia si vybral Akademii výtvarných umění ve Vídni u J. Rumplera a na Julianově akademii v Paříži u A. Debaye. První světovou válku pobýval v Dolomitech. Po válce se vrátil na vídeňskou Akademii a studoval u A. Sochaczewského. Zde se skamarádil s Rajkem Šubicem a spolu s ním odjel do tehdejší Jugoslávie. Počátkem dubna roku 1922 se ve Štýrském Hradci oženil s Josefou Marií Jagritschin. V roce 1924 byl prohlášen za vedoucího výpravy opery. Nejprve v Lublani a poté pro království Dalmatské se sídlem ve Splitu, kde působil do roku 1929. V Jugoslávii si na živobytí vydělával jako pedagog. Přednášel dějiny umění a estetiku. Jeho mladší bratři Josef (1899–1945) a Ludvík (1903–1980) se také stali malíři. Spolu s bratry cestoval po Evropě. Žili v Itálii, Nizozemsku a ve Španělsku se stali účastníky občanské války, která právě probíhala (1930). Roku 1931 byl Alois Schneiderka jmenován na post kulturního atašé pro Bulharsko na pozvání bulharské vlády a cara Borise. V Bulharsku pak restauroval památky byzantského umění ve Varně, Sozopolu, Sv. Konstantinu a Mesembrii v Nesebaru. V roce 1939 se Schneiderka usadil opět v Česku na opuštěném konci Moravy, kde pobýval na samotě. Alois se díky umělecké kázni nestaral o vlastní propagaci. Zhruba o 20 let později, uprostřed příprav na soláňský salón, však zemřel.

## Dílo
- Oltář – ?
- Oběd na pasece – ?
- Horská krajina – ?
- Zimní krajina s koledníky – ?
- Návrat domů – ?
- Soutěska s řekou – 1928
- Tanec kolem mája na Soláni – 1945
- Červený květ – 1954